# Gema Espinosa
Gema Espinosa Conde (Burgos) es una magistrada española en excedencia. Desde 2013 a 2018 fungió como directora de la Escuela Judicial Española.En junio de 2024 fue nombrada vocal de Consejo General del Poder Judicial.

## Carrera judicial
En 1986 se licenció en Derecho en la Universidad de Valladolid. Tres años después ingresó en la carrera judicial, ejerciendo primero en los juzgados de primera instancia e instrucción de Reinosa y Lerma, en la provincia de Burgos. Ascendió a magistrada en 1991, y empezó trabajando en los juzgados de Baracaldo, Santa Coloma de Gramenet y Barcelona. El 2007, fue nombrada magistrada de la Audiencia Provincial de Barcelona. Es también fiscal en situación de excedencia voluntaria.
En junio de 2024 fue nombrada vocal de Consejo General del Poder Judicial.

## Trayectoria académica
Entre 2000 y 2012, trabajó como profesora asociada del Departamento de Derecho de la Universidad Pompeu Fabra. En 2006 se incorporó como directora del servicio de selección y formación de la Escuela Judicial Española. Ha colaborado con el Centro de Estudios Jurídicos y formación Especializada del Departamento de Justicia de la Generalidad de Cataluña y con el Consejo General del Poder Judicial.
Ha coordinado varias actividades formativas en relación con el derecho de familia y metodologías formativas. Es miembro del consejo de redacción del foro abierto de la revista Derecho de familia y de los consejos asesores de varios másteres y posgrados.

## Vida personal
Está casada con el magistrado del Tribunal Supremo Pablo Llarena Conde, con quien tiene dos hijos.